# Cleitamia astrolabei
Cleitamia astrolabei är en tvåvingeart som beskrevs av Macquart 1835. Cleitamia astrolabei ingår i släktet Cleitamia och familjen bredmunsflugor. Inga underarter finns listade i Catalogue of Life.